# Robinsonella brevituba
Robinsonella brevituba är en malvaväxtart som beskrevs av Paul Arnold Fryxell. Robinsonella brevituba ingår i släktet Robinsonella och familjen malvaväxter. Inga underarter finns listade i Catalogue of Life.